# Valltjärnen (Ljusdals socken, Hälsingland, 689498-150576)
Valltjärnen är en sjö i Ljusdals kommun i Hälsingland och ingår i Delångersåns huvudavrinningsområde. Sjön har en area på 0,0881 kvadratkilometer och ligger 364,3 meter över havet. Sjön avvattnas av vattendraget Ulvasån.

## Delavrinningsområde
Valltjärnen ingår i det delavrinningsområde (689525-150586) som SMHI kallar för Inloppet i Ulvasen. Medelhöjden är 390 meter över havet och ytan är 1,61 kvadratkilometer. Det finns inga avrinningsområden uppströms utan avrinningsområdet är högsta punkten. Ulvasån som avvattnar avrinningsområdet har biflödesordning 2, vilket innebär att vattnet flödar genom totalt 2 vattendrag innan det når havet efter 120 kilometer. Avrinningsområdet består mestadels av skog (94 procent). Avrinningsområdet har 0,09 kvadratkilometer vattenytor vilket ger det en sjöprocent på 5,6 procent.